# Lophoturus difficilis
Lophoturus difficilis är en mångfotingart som först beskrevs av Condè och Jacquemin 1963.  Lophoturus difficilis ingår i släktet Lophoturus och familjen Lophoproctidae. Inga underarter finns listade i Catalogue of Life.